# نیم من بوق
نیم من بوق: ابن پشم پانزده کتابی از سید علی شجاعی با تصویرگری علیرضا گلدوزیان است که در سال ۱۳۹۱ از سوی نشر کتاب نیستان منتشر و در سال ۲۰۱۳ در فهرست کلاغ سفید قرار گرفت.